# Kruszelnica Rustykalna
Kruszelnica Rustykalna (ukr. Крушельниця-Рустикальна) – dawna wieś, obecnie część wsi Kruszelnica o nazwie Заріччя (Zariczje, dosł. Zarzecze)  na Ukrainie, w rejonie skolskim obwodu lwowskiego.
Stanowi część Kruszelnicy położoną na północnym brzegu rzeki Stryj. Rozpościera się wzdłuż ulicy Olgi Kobylańskiej. Ze wsią łączy ją jedynie drewniany most wiszący.

## Historia
Kruszelnica Rustykalna to dawniej samodzielna wieś. W II Rzeczypospolitej stanowiła gminę jednostkową Kruszelnica Rustykalna w  powiecie stryjskim w województwie stanisławowskim. 1 sierpnia 1934 roku w ramach reformy na podstawie ustawy scaleniowej weszła w skład nowej zbiorowej gminy Podhorodce, gdzie we wrześniu 1934 utworzyła gromadę.
Podczas II wojny światowej połączona z Kruszelnicą Szlachecką w jedną wieś Kruszelnica w gminie Podhorodce w powiecie stryjskim w dystrykcie Galicja, która w 1943 roku liczyła 1555 mieszkańców.
Po wojnie włączona w struktury ZSRR.